# 몰다비아 왈라키아 연합공국
몰다비아 왈라키아 연합공국(루마니아어: Principatele Unite ale Moldovei și Țării Românești 프린치파텔레 우니테 알레 몰도베이 시 처리 로므네슈티[*])은 1859년에 알렉산드루 이오안 쿠자가 몰다비아 공국과 왈라키아 공국 양국의 돔니토르로 동시에 선출됨으로써 성립된 현재의 루마니아에 해당하는 국가였다.
두 공국은 1862년에 공식적으로 합병하여 루마니아 연합공국(루마니아어: Principatele Unite Române 프린치파텔레 우니테 로므네[*]), 약칭 연합공국(루마니아어: Principatele Unite 프린치파텔레 우니테[*])을 이루었고 1865년에는 루마니아 공국으로 재탄생하였다. 1881년에 루마니아 왕국이 성립됨으로써 계승되었다.

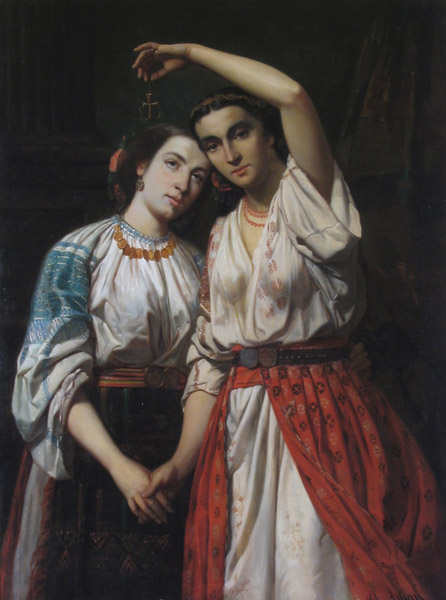
몰다비아와 왈라키아의 결합을 의인화한 그림.